# Семшов, Игорь Петрович
И́горь Петро́вич Семшо́в (род. 6 апреля 1978, Москва) — российский футболист, полузащитник; тренер. Выступал за сборную России. Заслуженный мастер спорта России (2008). Занимает пятое место в истории чемпионатов России по голам с игры.

## Биография

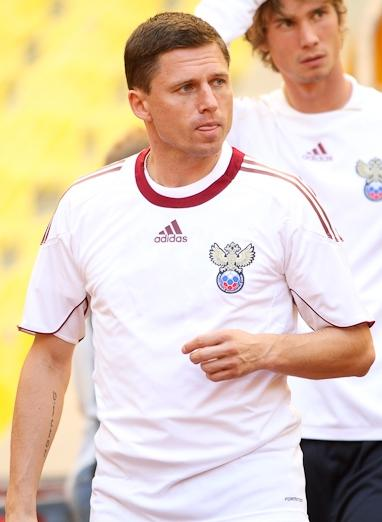
Семшов в составе сборной России (2011 год)

Семшов начинал играть в футбол в Москве, оказавшись в СДЮШОР ЦСКА.
В 1991 году ему доверили охранять трофей Кубка СССР на финальном матче.
Пройдя все ступени в системе армейского клуба, в 1996 году 18-летний полузащитник дебютировал за первую команду ЦСКА, проведя в чемпионате два матча. В следующем сезоне сыграл девять матчей и открыл счёт своим голам на высшем уровне. ЦСКА в те годы являлся середняком чемпионата, а сам Семшов не демонстрировал особо яркой игры, не всегда попадая в основной состав.
В 1998 году перешёл в состав московского «Торпедо». Стал игроком стартового состава уже в первый же сезон. Здесь окончательно освоился на позиции центрального полузащитника, выполняя как атакующие, так и оборонительные функции. В 2000 году команда выиграла бронзовые медали чемпионата, которые стали первыми в карьере Семшова. С 2001 года образовал надёжную связку в центре полузащиты с Константином Зыряновым. За годы выступления в составе «Торпедо» стал капитаном команды и любимцем болельщиков, четыре раза признавался лучшим игроком команды по итогам года, становился обладателем премии «Честная игра». В 2005 году у клуба начались финансовые проблемы.
В 2005 году Юрий Сёмин пригласил Семшова в московское «Динамо». Поначалу дела у клуба шли не очень и он, несмотря на ожидания, был вынужден бороться за выживание. При этом Семшов был одним из немногих игроков команды, удостоившихся положительных оценок. После того как команду возглавил Андрей Кобелев, её дела стали налаживаться и в 2008 году она выиграла бронзовые медали. К тому времени Семшов стал безоговорочным лидером, и дважды подряд признавался лучшим игроком «Динамо» по версии болельщиков.
В 2009 году стал футболистом «Зенита». Здесь полузащитник отыграл всего сезон, и несмотря на то, что был игроком стартового состава и демонстрировал достаточно результативную игру, не сумел стать ведущим игроком команды. Во многом причиной этому стали непростые отношения с главным тренером Диком Адвокатом, а также более высокий уровень конкуренции (с Константином Зыряновым, Данни, Владимиром Быстровым, Романом Широковым и Виктором Файзулиным).
Это предопределило возвращение Семшова в «Динамо». Следующие два сезона он вновь провёл на достаточно высоком уровне, являясь лидером «бело-голубых». Лишь в 2012 году, после назначения на тренерский пост Дана Петреску, Семшов начал терять место в основном составе. В результате летом 2013 года «Динамо» расторгло контракт с игроком.
31 июля 2013 года заключил годовой контракт с «Крыльями Советов», при этом первый гол в составе самарцев забил в матче против своей бывшей команды. 14 февраля 2015 года Семшов заявил о завершении карьеры.
В январе 2017 стал помощником Сергея Кирьякова в клубе РФПЛ «Арсенал» (Тула). Впоследствии ассистировал сменившему Кирьякова на посту главного тренера Миодрагу Божовичу. В июне 2018 возглавил клуб ПФЛ «Химик» Новомосковск. 31 октября был дисквалифицирован на один матч (и три — условно) за оскорбительные высказывания в адрес судей после матча с липецким «Металлургом». 7 ноября 2018 года расторг договор с «Химиком» по взаимному соглашению сторон и вошёл в тренерский штаб нового главного тренера «Арсенала» Игоря Черевченко. В октябре 2020 года вошёл в тренерский штаб Черевченко в «Химках». Покинул клуб 25 октября 2021 года после того как руководство клуба расторгло контракт с Черевченко.

### Карьера в сборных
- Выступал за олимпийскую и молодёжную сборную России. Забил 1 гол в матче против молодёжной сборной Польши.
- Первый матч за национальную сборную России провёл 17 мая 2002 года в товарищеской игре на Кубке LG в Москве против Беларуси. Игра завершилась вничью 1:1, а в серии пенальти сборная России уступила 4:5.
- Участник чемпионата мира 2002. Провёл две игры из трёх.
- Участник чемпионата Европы 2004. Провёл одну игру из трёх.
- Бронзовый призёр чемпионата Европы 2008. Провёл все пять игр. На групповом этапе в матче против Греции в одном из эпизодов он выбил мяч, летевший в незащищённый угол после удара головой Ангелоса Харистеаса, и спас команду от гола (при этом мяч рикошетом от ноги попал Семшову в лицо и ушёл затем за лицевую)[18].
- Первый гол забил в товарищеской встрече с Аргентиной 12 августа 2009 года (2:3). Первый гол в официальном матче и второй в карьере — 9 сентября 2009 года в игре с Уэльсом (3:1). Третий и последний в карьере за сборную — 2 сентября 2011 года в матче с Македонией (1:0).
- Последний матч за сборную провёл 29 мая 2012 года в товарищеской игре в Ньоне против Литвы. В этом матче он вышел на 72-й минуте, заменив Романа Широкова. Игра завершилась вничью 0:0. ФИФА этот матч впоследствии не включила в официальный реестр.

## Достижения
«Торпедо» (Москва)
- Бронзовый призёр чемпионата России: 2000

«Динамо» (Москва)
- Бронзовый призёр чемпионата России: 2008
- Финалист Кубка России: 2011/12

«Зенит» (Санкт-Петербург)
- Бронзовый призёр чемпионата России: 2009

Сборная России
- Бронзовый призёр чемпионата Европы: 2008
- Участник чемпионата мира: 2002
- Участник чемпионата Европы: 2004, 2012

Личные
- В списках 33 лучших футболистов чемпионата России (5): № 2 — 2005, 2008; № 3 — 2002, 2004, 2007, 2009.
- В 2002 году получил приз газеты «Комсомольская правда» «Честная игра», в 2008 году — титул «Джентльмен года».
- В сезонах 2001, 2002, 2003 и 2005 года признавался лучшим игроком «Торпедо» по опросу болельщиков.
- Член Клуба Игоря Нетто.
- Член Клуба Григория Федотова.
- Лидер по забитым мячам за «Торпедо» и по количеству сыгранных матчей в высшем дивизионе чемпионатов России (54 мяча в 216 матчах).

## Награды и звания
- Заслуженный мастер спорта России (25 декабря 2008) — за заслуги в области физической культуры и спорта[19]

## Статистика выступлений
| Клуб             | Сезон            | Чемпионат | Чемпионат | Кубки | Кубки | Еврокубки | Еврокубки | Итого | Итого |
| Клуб             | Сезон            | Игры      | Голы      | Игры  | Голы  | Игры      | Голы      | Игры  | Голы  |
| ---------------- | ---------------- | --------- | --------- | ----- | ----- | --------- | --------- | ----- | ----- |
| ЦСКА (Москва)    | 1996             | 2         | 0         | 0     | 0     | 0         | 0         | 2     | 0     |
| ЦСКА (Москва)    | 1997             | 8         | 1         | 1     | 0     | —         | —         | 9     | 1     |
| ЦСКА (Москва)    | Итого            | 10        | 1         | 1     | 0     | 0         | 0         | 11    | 1     |
| Торпедо (Москва) | 1998             | 25        | 6         | 2     | 0     | —         | —         | 27    | 6     |
| Торпедо (Москва) | 1999             | 28        | 3         | 1     | 0     | —         | —         | 29    | 3     |
| Торпедо (Москва) | 2000             | 18        | 1         | 1     | 0     | 1         | 0         | 20    | 1     |
| Торпедо (Москва) | 2001             | 28        | 6         | 2     | 0     | 2         | 0         | 30    | 6     |
| Торпедо (Москва) | 2002             | 28        | 11        | 0     | 0     | —         | —         | 28    | 11    |
| Торпедо (Москва) | 2003             | 30        | 6         | 0     | 0     | 6         | 2         | 36    | 8     |
| Торпедо (Москва) | 2004             | 30        | 9         | 1     | 0     | —         | —         | 31    | 9     |
| Торпедо (Москва) | 2005             | 29        | 12        | 5     | 3     | —         | —         | 34    | 15    |
| Торпедо (Москва) | Итого            | 216       | 54        | 12    | 3     | 9         | 2         | 237   | 59    |
| Динамо (Москва)  | 2006             | 28        | 6         | 5     | 0     | —         | —         | 33    | 6     |
| Динамо (Москва)  | 2007             | 28        | 5         | 4     | 0     | —         | —         | 32    | 5     |
| Динамо (Москва)  | 2008             | 29        | 6         | 2     | 0     | —         | —         | 31    | 6     |
| Динамо (Москва)  | Итого            | 85        | 17        | 11    | 0     | 0         | 0         | 96    | 17    |
| Зенит (СПб)      | 2009             | 26        | 6         | 2     | 0     | 6         | 3         | 34    | 9     |
| Зенит (СПб)      | Итого            | 26        | 6         | 2     | 0     | 6         | 3         | 34    | 9     |
| Динамо (Москва)  | 2010             | 29        | 5         | 2     | 2     | —         | —         | 31    | 7     |
| Динамо (Москва)  | 2011/12          | 37        | 12        | 4     | 1     | —         | —         | 41    | 13    |
| Динамо (Москва)  | 2012/13          | 16        | 2         | 2     | 0     | 2         | 2         | 20    | 4     |
| Динамо (Москва)  | Итого            | 82        | 19        | 8     | 3     | 2         | 2         | 92    | 24    |
| Крылья Советов   | 2013/14          | 14        | 1         | 1     | 1     | —         | —         | 15    | 2     |
| Крылья Советов   | Итого            | 14        | 1         | 1     | 1     | 0         | 0         | 15    | 2     |
| Всего за карьеру | Всего за карьеру | 433       | 98        | 35    | 7     | 17        | 7         | 485   | 112   |

- 23 августа 2008 года сыграл свой 300-й матч в высшей лиге чемпионата России. 19-й тур. «Спартак» (Москва) — Динамо (Москва) (1:1).
- 24 июля 2011 года забил свой 100-й гол в карьере и вступил в Клуб Григория Федотова.

## Голы за сборную России
| # | Дата            | Встреча                             | Противник | Счёт | Результат | Соревнование |
| - | --------------- | ----------------------------------- | --------- | ---- | --------- | ------------ |
| 1 | 12 августа 2009 | Стадион «Локомотив», Москва, Россия | Аргентина | 1:0  | 2:3       | ТМ           |
| 2 | 9 сентября 2009 | Миллениум, Кардифф, Уэльс           | Уэльс     | 1:0  | 3:1       | ОЧМ 2010     |
| 3 | 2 сентября 2011 | БСА Лужники, Москва, Россия         | Македония | 1:0  | 1:0       | ОЧЕ 2012     |

## Семья
Отец Пётр Иванович Семшов (бывший тренер ФШМ «Торпедо» и ФК «Кунцево»), мать Вера Михайловна Семшова (домохозяйка). Сестра Кристина Семшова. Жена Лариса, дочь Виктория, сын Виктор.